# Kaiguo Dadian
Kaiguo Dadian (xinès simplificat: 开国大典, pinyin: kāiguó dàdiǎn, literalment 'Cerimònia de fundació de l'estat', coneguda en anglès com The Birth of New China) és una pel·lícula dramàtica xinesa de 1989 dirigida per Li Qiankuan, amb Gu Yue en el paper protagonista. La pel·lícula va ser seleccionada com a entrada xinesa a la millor pel·lícula en llengua estrangera als 62 Premis de l'Acadèmia, però no va ser acceptada com a nominada.
La pel·lícula, que descriu el procés de creació de la República Popular de la Xina, va recaptar 100 milions de yuans (27 milions de dòlars) a la Xina. L'any 2019 fou restaurada en qualitat 4K.